# 渡邉英豊
渡邉 英豊（わたなべ ひでとよ、1971年1月19日 - ）は、神奈川県出身の元サッカー選手。現役時代のポジションはゴールキーパー。2001年までの登録名は「渡辺英豊」。

## 来歴
1993年に東北社会人サッカーリーグのNEC山形（現在のモンテディオ山形）に入団。翌1994年からはジャパンフットボールリーグ（JFL）に昇格。1998年に同じJFLのデンソーに移籍。1999年からはJ2リーグの大宮アルディージャでプレーした。J2ではリーグ戦10試合に出場し、2002年に引退した。引退後はそのままアルディージャに残り、主にユースチームのGKコーチや監督などを歴任し、アルディージャと提携している東洋大学サッカー部でGKコーチを務めた。また、2015年にはU-20日本女子代表のGKコーチにも就任、翌年の2016 FIFA U-20女子ワールドカップにも出場 し、日本の3位に貢献した。
2021年12月27日、ザスパクサツ群馬のGKコーチ就任が発表された。2024年12月、シーズン限りでの退任を発表。
2024年12月18日、AC長野パルセイロのGKコーチ就任が発表された。

## 所属クラブ
- 1986年 - 1988年 横浜商工高等学校
- 1989年 - 1992年 国際武道大学
- 1993年 - 1997年 NEC山形/モンテディオ山形
- 1998年 デンソー
- 1999年 - 2002年 大宮アルディージャ

## 個人成績
| 国内大会個人成績 | 国内大会個人成績 | 国内大会個人成績 | 国内大会個人成績 | 国内大会個人成績 | 国内大会個人成績 | 国内大会個人成績 | 国内大会個人成績 | 国内大会個人成績 | 国内大会個人成績 | 国内大会個人成績 | 国内大会個人成績 |
| 年度             | クラブ           | 背番号           | リーグ           | リーグ戦         | リーグ戦         | リーグ杯         | リーグ杯         | オープン杯       | オープン杯       | 期間通算         | 期間通算         |
| 年度             | クラブ           | 背番号           | リーグ           | 出場             | 得点             | 出場             | 得点             | 出場             | 得点             | 出場             | 得点             |
| 日本             | 日本             | 日本             | 日本             | リーグ戦         | リーグ戦         | リーグ杯         | リーグ杯         | 天皇杯           | 天皇杯           | 期間通算         | 期間通算         |
| ---------------- | ---------------- | ---------------- | ---------------- | ---------------- | ---------------- | ---------------- | ---------------- | ---------------- | ---------------- | ---------------- | ---------------- |
| 1993             | NEC山形          |                  | 東北             |                  |                  |                  |                  |                  |                  |                  |                  |
| 1994             | NEC山形          |                  | 旧JFL            | 5                | 0                | -                | -                | 0                | 0                | 5                | 0                |
| 1995             | NEC山形          |                  | 旧JFL            | 23               | 0                | -                | -                | -                | -                | 23               | 0                |
| 1996             | 山形             |                  | 旧JFL            | 3                | 0                | -                | -                | 1                | 0                | 4                | 0                |
| 1997             | 山形             |                  | 旧JFL            | 16               | 0                | -                | -                | 0                | 0                | 16               | 0                |
| 1998             | デンソー         |                  | 旧JFL            | 25               | 0                | -                | -                | 2                | 0                | 27               | 0                |
| 1999             | 大宮             | 20               | J2               | 0                | 0                | 0                | 0                | 1                | 0                | 1                | 0                |
| 2000             | 大宮             | 20               | J2               | 3                | 0                | 1                | 0                | 0                | 0                | 4                | 0                |
| 2001             | 大宮             | 20               | J2               | 5                | 0                | 0                | 0                | 1                | 0                | 6                | 0                |
| 2002             | 大宮             | 1                | J2               | 2                | 0                | -                | -                | 0                | 0                | 2                | 0                |
| 通算             | 日本             | 日本             | J2               | 10               | 0                | 1                | 0                | 2                | 0                | 13               | 0                |
| 通算             | 日本             | 日本             | 旧JFL            | 72               | 0                | -                | -                | 3                | 0                | 75               | 0                |
| 通算             | 日本             | 日本             | 東北             |                  |                  |                  |                  |                  |                  |                  |                  |
| 総通算           | 総通算           | 総通算           | 総通算           | 82               | 0                | 1                | 0                | 5                | 0                | 88               | 0                |

## 指導歴
- 2003年 - 2011年 大宮アルディージャ
  - 2003年 - 2006年 ジュニアユース GKコーチ
  - 2004年 - 2005年 ナショナルトレセン GKコーチ東北担当
  - 2007年 - 2008年 ユース 監督
  - 2009年 - 2010年 育成GKコーチ
  - 2011年 トップチーム GKコーチ
- 2012年 ASエルフェン狭山 監督
- 2013年 - 2021年 大宮アルディージャ
  - 2013年 - 2021年 育成GKコーチ
  - 2015年 - 2016年 U-20日本女子代表 GKコーチ (兼任)
  - 東洋大学サッカー部 GKコーチ (提携先)
- 2022年 - 2024年 ザスパクサツ群馬 GKコーチ
- 2025年 - AC長野パルセイロ GKコーチ